# 여우례
여우례(尢列, 우열, 우렬), 1864년 12월 29일 ~ 1936년 12월 12일)은 청나라의 혁명운동가이며 중화민국의 정치인이다. 사대구(四大寇) 중 한 명이다.

## 별칭
아명(兒名)은 여우지보(尤季博, 우계박)·여우치퉁(尤其洞, 우기동)이고 자(字)는 투이샤오(推孝, 추효)·링지(令季, 영계)·사오환(少紈, 소환)·샤오환(孝紈, 효환)이며 아호(雅號)는 샤오위안(小園, 소원)·우싱지쯔(吳興季子, 오흥계자)이다.

## 생애
그는 쑨원(孫文) 前 중화민국 대통령의 동지(同志)이기도 하며 1885년 홍문(洪門)이라는 반청복명 비밀결사(反淸復明 秘密結社)에 가담하였고 이후 탈적하여 1894년 흥중회 혁명운동(興中會 革命運動)에 가담하였으며 신해혁명(辛亥革命)으로 청 제국(淸 帝國)이 붕괴한 이후에는 중화민국 국민정부(中華民國 國民政府)에서 중국국민당(中國國民黨) 최고위원을 지냈다.

## 학력
- 청 제국 광둥성 광저우 루난랑 중학교(淸 帝國 廣東省 廣州 陸南朗中學校) 졸업
- 청 제국 광둥 성 광저우 광둥 수학교(淸 帝國 廣東省 廣州 廣東數學校) 二年 전문학사
- 중화민국 국민당 전수훈련학교(中華民國 國民黨 傳受訓鍊學校) 1기(1920년)

## 인간 관계
그는 청년 시절부터 쑹자수(宋嘉樹), 쑨원(孫文), 양허링(楊鶴齡), 루하오둥(陸皓東), 관징량(關景良), 천사오보(陳少白)와 절친한 친구 관계였다.